# Němčice (okres Prachatice)
Obec Němčice se nachází v okrese Prachatice v Jihočeském kraji, zhruba 6 km vjv. od Netolic, 20 km východně od okresního města Prachatic a 16 km zsz. od krajského města Českých Budějovic. Němčice, nejvýchodnější obec prachatického okresu, leží na západním okraji Českobudějovické pánve (podcelek Blatská pánev, okrsek Vodňanská pánev); prochází jimi silnice II/145. Žije zde 180 obyvatel.

## Historie
První písemná zmínka o obci pochází z roku 1220.

## Pamětihodnosti
- Kostel svatého Mikuláše
- Zemědělský dvůr čp. 6
- Pomník obětem první světové války na návsi
- Výklenková kaplička svatého Václava na rozcestí k Tupesům
- Tři křížky – u silnice směrem k Mahouši, na návsi a u kostela

## Části obce
- Němčice
- Sedlovice

Od 30. dubna 1976 do 23. listopadu 1990 k obci patřily i Babice, Hláska, Mahouš a Zvěřetice.

## Galerie

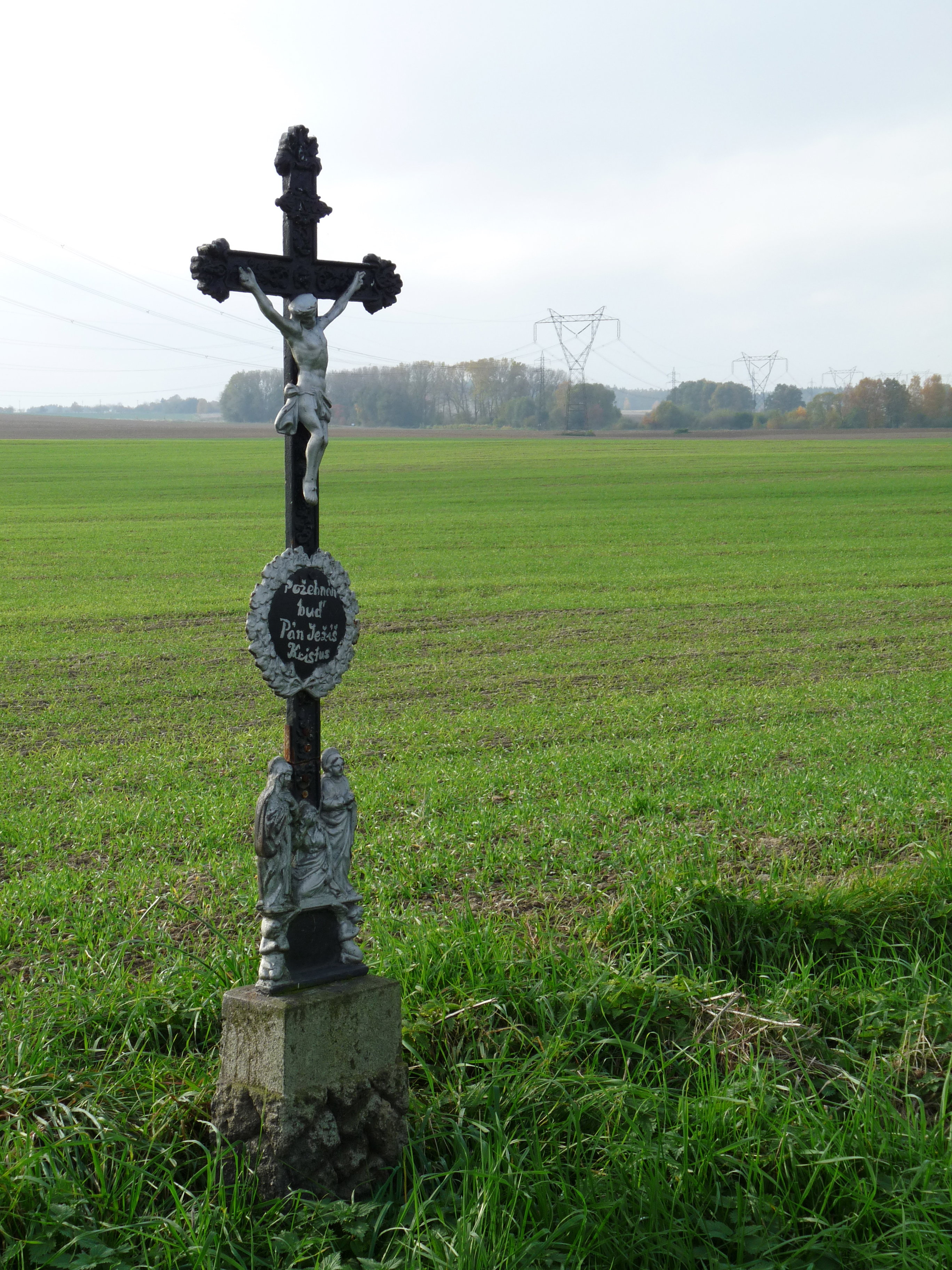
Křížek
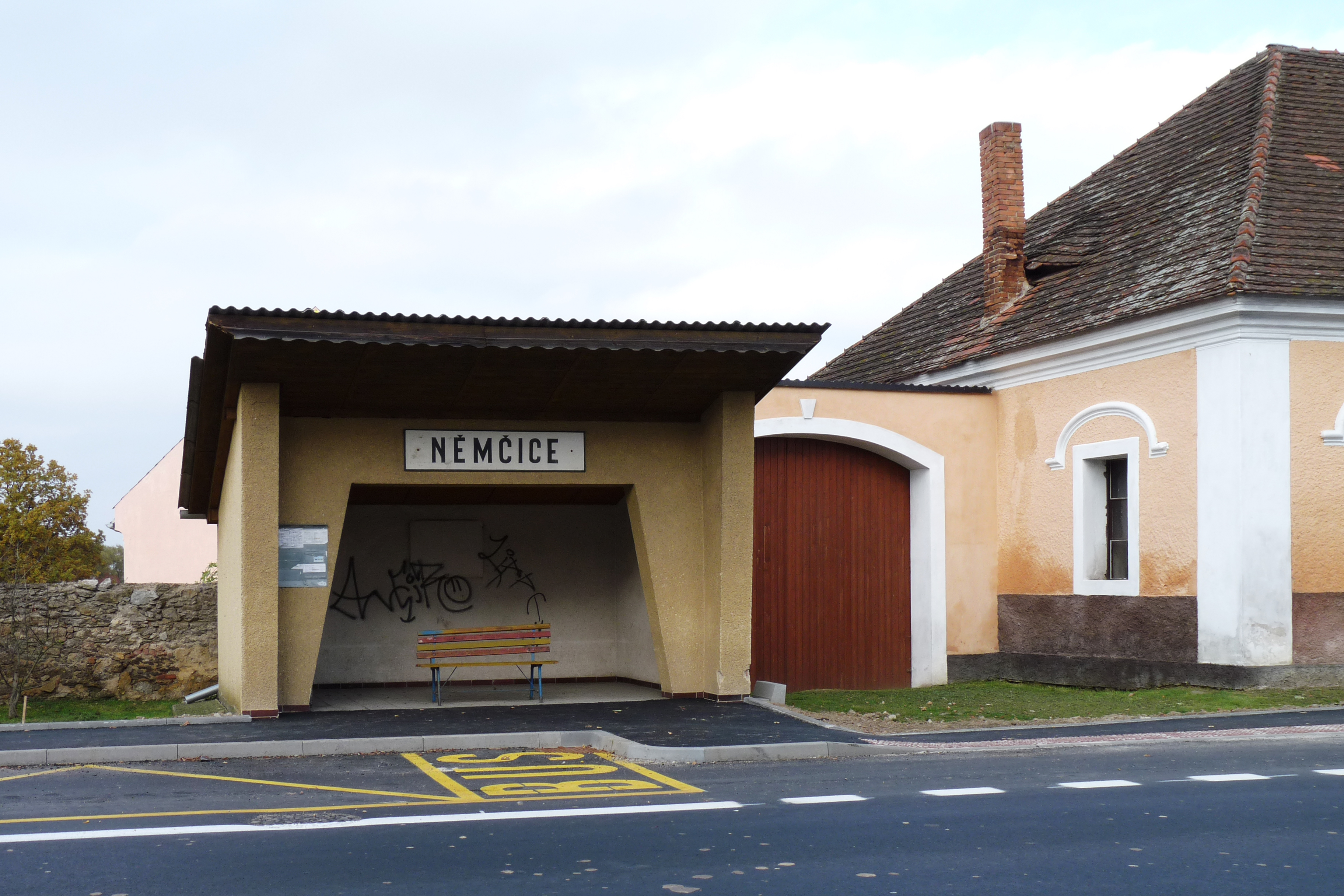
Zastávka autobusu
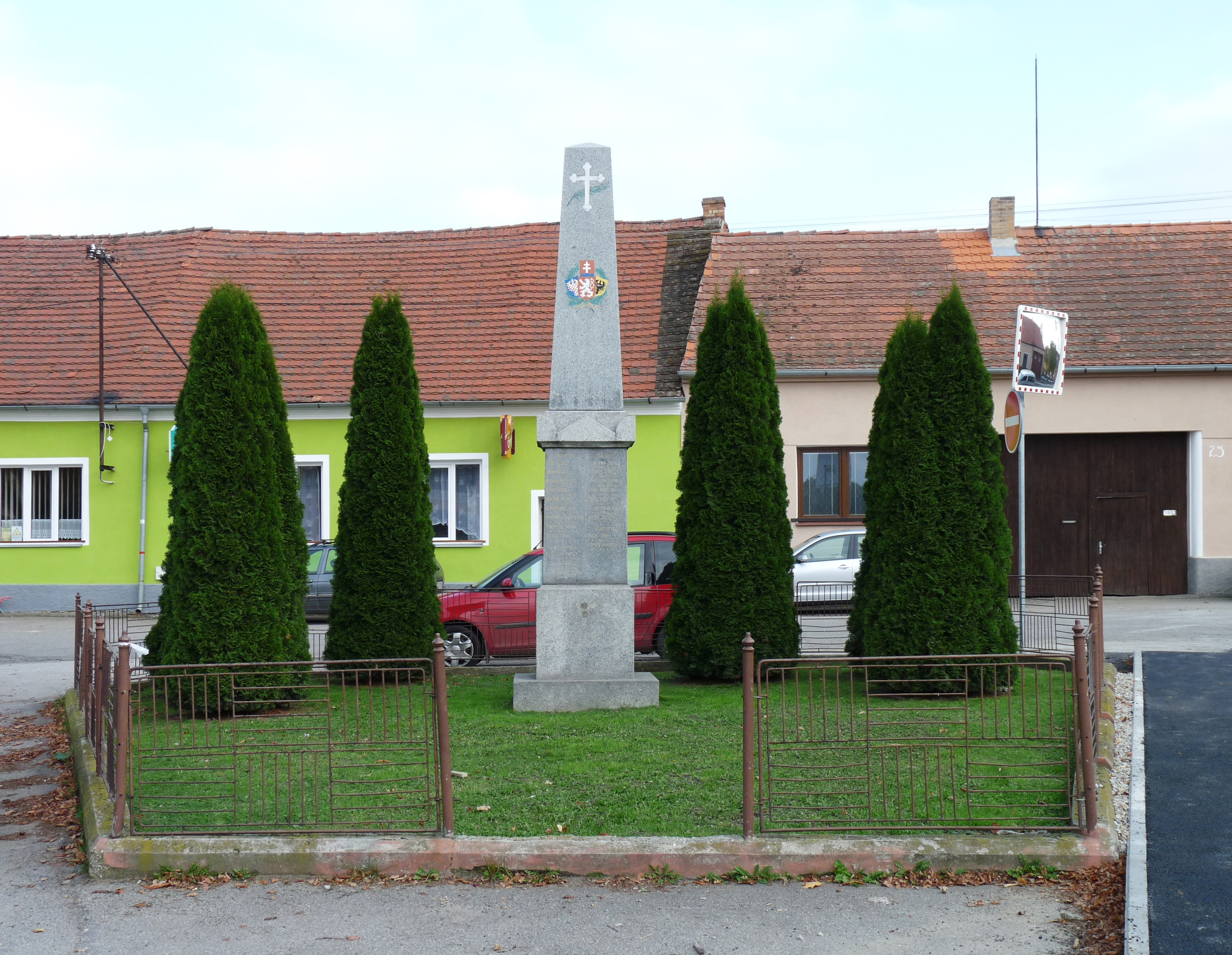
Pomník
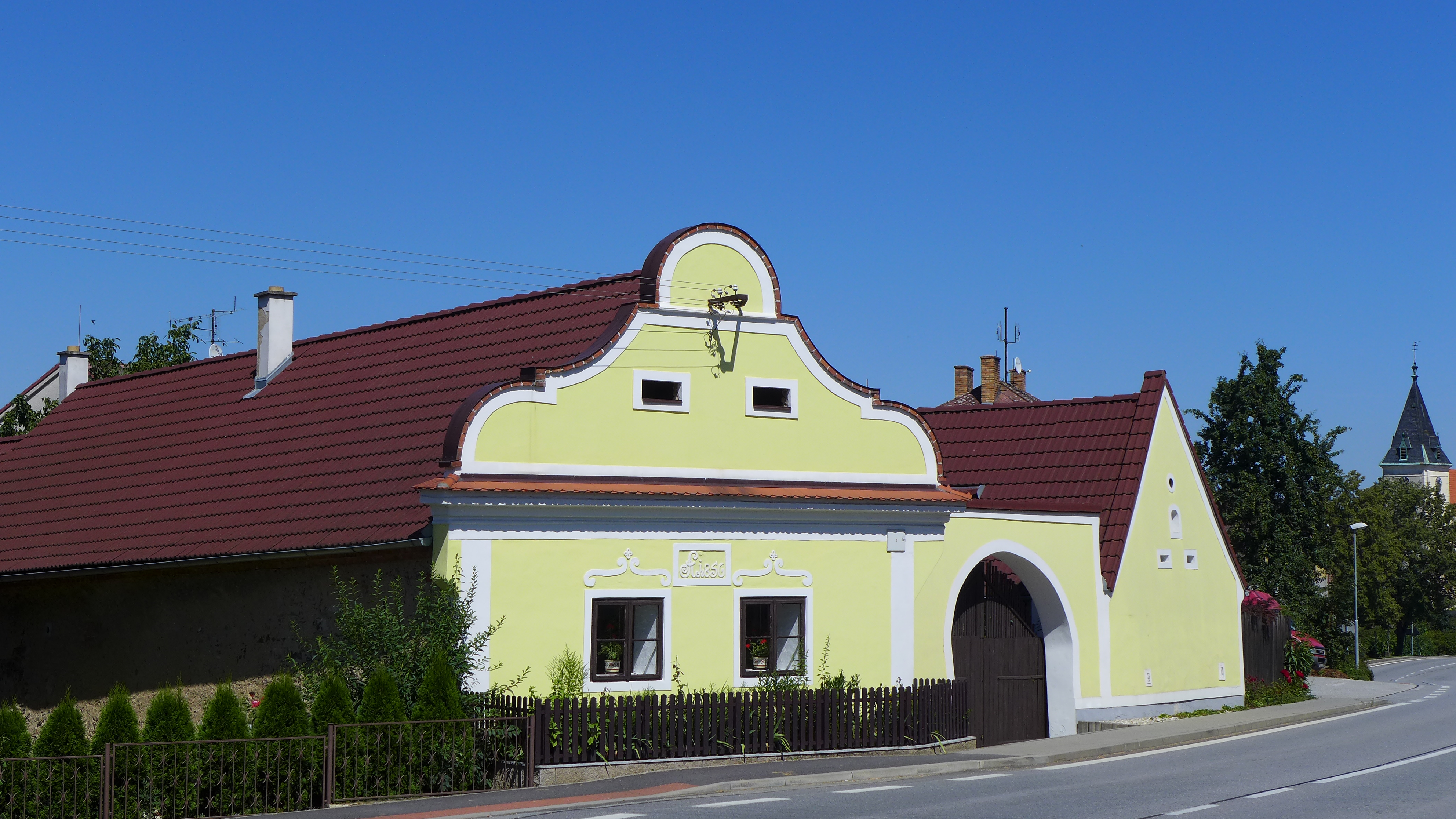
Statek
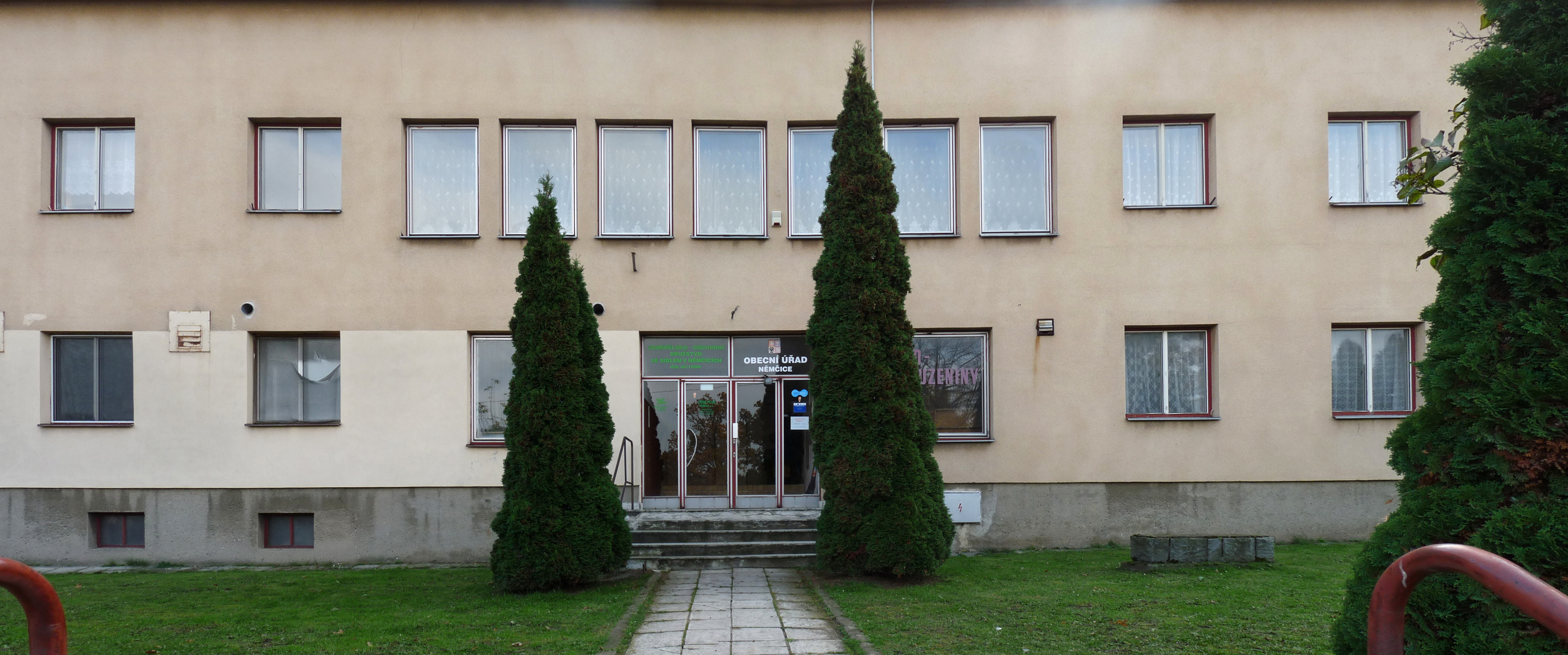
Obecní úřad
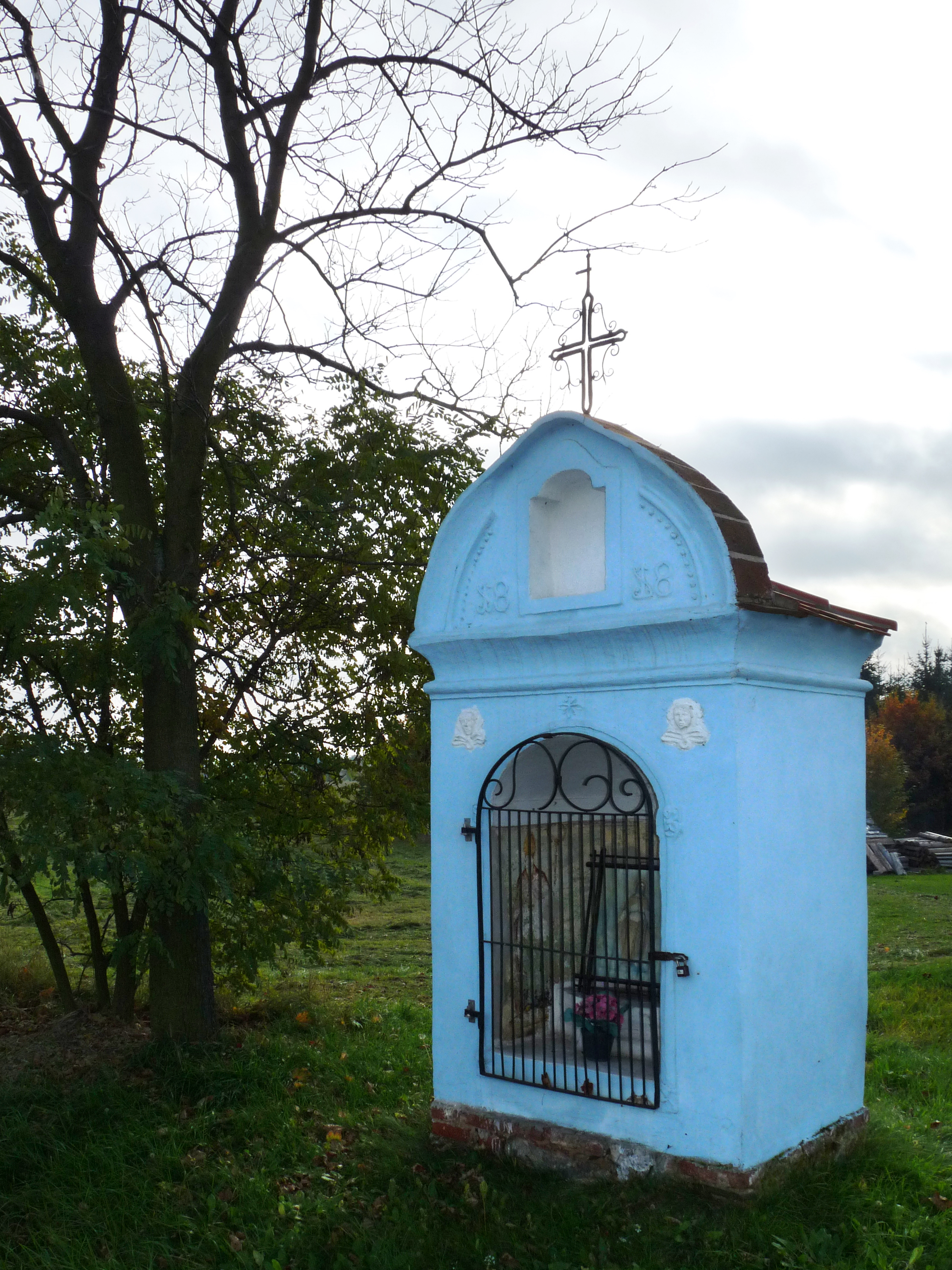
Kaplička
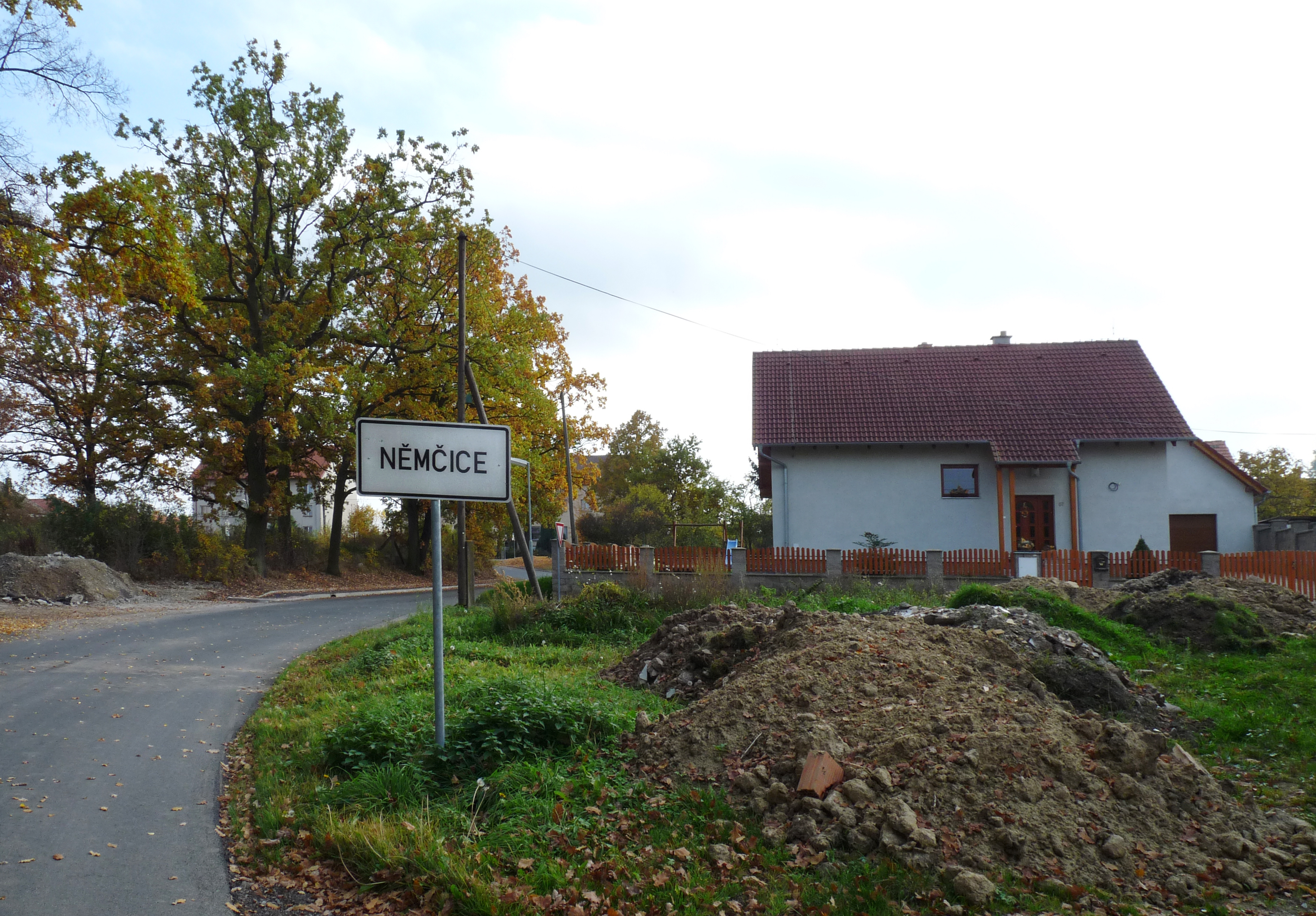
Začátek obce